# Пелтьер, Ли
Ли Э́нтони Пелтье́р (англ. Lee Anthony Peltier; 11 декабря 1986, Ливерпуль) — английский футболист, защитник клуба «Ротерем Юнайтед».

## Карьера
Ли начинал карьеру игрока в детской команде Римско-католической начальной школы святого Патрика, расположенной в Токстете. В составе этой команды Пелтьер стал обладателем Мерсисайдского школьного Кубка в 1996 году. В резервах «Ливерпуля» Пелтьер считался одним из самых перспективных футболистов, и в августе 2006 года он даже был в заявке своей команды на матч Лиги чемпионов против «Маккаби» из Хайфы, однако на поле в том матче так и не вышел. 25 октября 2006 года состоялся его дебют в первой команде в матче против «Рединга» в рамках розыгрыша Кубка Лиги. А 5 декабря того же года Пелтьер отыграл все 90 минут против «Галатасарая» в Стамбуле в последнем матче группового этапа Лиги чемпионов. Эту встречу, исход которой для «Ливерпуля» уже ничего не решал, «красные» проиграли 2:3. Ли в этой игре выступил на позиции правого защитника.
16 марта 2007 года Пелтьер перешёл в аренду до конца сезона в «Халл Сити», а в начале следующего сезона отправился в аренду в «Йовил Таун». Соглашение между клубами истекало 31 декабря, но «Йовил» был решительно настроен удержать игрока у себя, и 31 января было объявлено, что Ли «за символическую сумму» переходит в этот клуб на постоянной основе.
29 марта 2009 года Huddersfield Daily Examiner сообщила, что Пелтьером интересуется менеджер «Хаддерсфилд Таун» Ли Кларк, искавший замену Энди Холдсуорту. Ну а уже 30 июня 2009 года стороны договорились и Ли перешёл в «Хаддерсфилд Таун», подписав трёхлетний контракт, взяв себе второй номер 2, освобождённый Энди Холдсуортом. В итоге Ли провёл 2 неплохих сезона в «Хаддерсфилде», чем привлёк внимание тогдашнего менеджера «Лестер Сити» Свен-Йорана Эрикссона.
22 июня 2011 года Пелтьер «лисы» всё же подписали перспективного защитника, который стал первым подписанием известного шведского специалиста. Сумма трансфера по неофициальным сведениям составила 750 тысяч фунтов. 5 августа 2012 года «Лидс Юнайтед» и «Лестер Сити» договорились о сумме отступных за Ли (она составила 400 тысяч фунтов) и тот присоединился к новой команде. Контракт между игроком и клубом был заключён на 3 года.
Пелтьер отлично проявил себя на предсезонных сборах и когда команду покинул теперь уже экс-капитан «белых» Роберт Снодграсс, перебравшийся в «Норвич», перед Нилом Уорноком возник вопрос о том, кто будет капитаном «Лидса» в новом сезоне. В товарищеских матчах капитанские повязки по очереди примеряли Пэдди Кенни, Дэвид Норрис и Том Лис, однако на стартовый поединок в Чемпионшипе против «Вулверхэмптона» с ней вышел Ли Пелтьер. «Лидс» победил, отлично отыграв в обороне, лепту в успех которой непосредственно внёс новоиспечёный капитан.
Видимо, Пелтьер убедил Нила Уорнока в новой роли, и последний закрепил за тем капитанскую повязку.

## Статистика
По состоянию на 23 августа 2008
| Клуб       | Сезон   | Лига | Лига | Кубок Англии | Кубок Англии | Кубок Лиги | Кубок Лиги | Европа | Европа | Другие | Другие | Всего | Всего |
| Клуб       | Сезон   | Игры | Голы | Игры         | Голы         | Игры       | Голы       | Игры   | Голы   | Игры   | Голы   | Игры  | Голы  |
| ---------- | ------- | ---- | ---- | ------------ | ------------ | ---------- | ---------- | ------ | ------ | ------ | ------ | ----- | ----- |
| Йовил Таун | 2008/09 | 2    | 0    | 0            | 0            | 1          | 0          | 0      | 0      | 0      | 0      | 3     | 0     |
| Йовил Таун | 2007/08 | 34   | 0    | 1            | 0            | 1          | 0          | 0      | 0      | 2      | 0      | 38    | 0     |
| Халл Сити  | 2006/07 | 7    | 0    | 0            | 0            | 0          | 0          | 0      | 0      | 0      | 0      | 7     | 0     |
| Ливерпуль  | 2006/07 | 0    | 0    | 0            | 0            | 3          | 0          | 1      | 0      | 1      | 0      | 5     | 0     |
| Всего      | Всего   | 43   | 0    | 1            | 0            | 5          | 0          | 1      | 0      | 3      | 0      | 53    | 0     |

## Достижения
- Вице-чемпион Чемпионшипа: 2017/18